# Скотт Моррісон
Скотт Джон Моррісон (англ. Scott John Morrison; нар. 13 травня 1968, Сідней) — австралійський політик, лідер Ліберальної партії з 2018 до 2022 року. Прем'єр-міністр Австралії з 24 серпня 2018 до 23 травня 2022 року.
Закінчив Університет Нового Південного Уельсу, за фахом географія та економіка.
Член Палати представників з 2007 р.
У 2013–2014 рр. — міністр із питань імміграції та охорони кордонів, у 2014–2015 рр. — міністр соціальних послуг.
З вересня 2015 до серпня 2018 — міністр фінансів.

## Раннє життя та освіта
Моррісон народився в передмісті Вейверлі в Сіднеї , молодший з двох синів Маріон (уродженої Сміт) і Джона Дугласа Моррісона (1934-2020). Його батько був поліціянтом, який служив у муніципальній раді Вейверлі, в тому числі один термін був мером. 
Моррісон виріс у передмісті Бронте. Він зробив коротку кар'єру дитячого актора, з'явившись у кількох телевізійних рекламних роликах та невеликих ролях у місцевих шоу. Моррісон відвідував Сіднейську середню школу для хлопчиків, а потім здобув ступінь бакалавра наук (B.Sc.) з відзнакою в галузі прикладної економічної географії в Університеті Нового Південного Уельсу.
Моррісон планував вивчати богослов'я в Регентському коледжі у Ванкувері, Канада, але натомість вирішив стати робітником після завершення бакалаврату, частково через несхвалення свого батька.

## Особисте життя
Моррісон є фанатом регбі й в дитинстві вболівав за команду Eastern Suburbs RUFC. Після переїзду до графства Сазерленд він став фанатом команди регбійної ліги Cronulla-Sutherland Sharks і був названий власником квитків клубу номер один у 2016 році.

## Шлюб і діти
Моррісон почав зустрічатися з Дженні Уоррен, коли їм обом було по 16 років . Вони одружилися в 1990 році й мають двох дочок. 